# Selección de fútbol sub-20 de Timor Oriental
La Selección de fútbol sub-20 de Timor Oriental es el equipo que representa al país en el Mundial Sub-20, en el Campeonato sub-19 de la AFF y en el Campeonato sub-19 de la AFC; y es controlado por la Federación de Fútbol de Timor Oriental.

## Participaciones

### Mundial Sub-20
| FIFA U-20 World Cup | FIFA U-20 World Cup | FIFA U-20 World Cup | FIFA U-20 World Cup | FIFA U-20 World Cup | FIFA U-20 World Cup | FIFA U-20 World Cup | FIFA U-20 World Cup |
| Año                 | Ronda               | J                   | G                   | E                   | P                   | GF                  | GC                  |
| ------------------- | ------------------- | ------------------- | ------------------- | ------------------- | ------------------- | ------------------- | ------------------- |
| 2005                | No clasificó        | No clasificó        | No clasificó        | No clasificó        | No clasificó        | No clasificó        | No clasificó        |
| 2007                | No clasificó        | No clasificó        | No clasificó        | No clasificó        | No clasificó        | No clasificó        | No clasificó        |
| 2009                | No clasificó        | No clasificó        | No clasificó        | No clasificó        | No clasificó        | No clasificó        | No clasificó        |
| 2011                | No participó        | No participó        | No participó        | No participó        | No participó        | No participó        | No participó        |
| 2013                | No participó        | No participó        | No participó        | No participó        | No participó        | No participó        | No participó        |
| 2015                | No participó        | No participó        | No participó        | No participó        | No participó        | No participó        | No participó        |
| Total               | 0/4                 | 0                   | 0                   | 0                   | 0                   | 0                   | 0                   |

### AFC U-19 Championship
| AFC U-19 Championship | AFC U-19 Championship | AFC U-19 Championship | AFC U-19 Championship | AFC U-19 Championship | AFC U-19 Championship | AFC U-19 Championship | AFC U-19 Championship |
| Año                   | Ronda                 | J                     | G                     | E                     | P                     | GF                    | GC                    |
| --------------------- | --------------------- | --------------------- | --------------------- | --------------------- | --------------------- | --------------------- | --------------------- |
| 2004                  | No clasificó          | No clasificó          | No clasificó          | No clasificó          | No clasificó          | No clasificó          | No clasificó          |
| 2006                  | No clasificó          | No clasificó          | No clasificó          | No clasificó          | No clasificó          | No clasificó          | No clasificó          |
| 2008                  | No clasificó          | No clasificó          | No clasificó          | No clasificó          | No clasificó          | No clasificó          | No clasificó          |
| 2010                  | No participó          | No participó          | No participó          | No participó          | No participó          | No participó          | No participó          |
| 2012                  | No participó          | No participó          | No participó          | No participó          | No participó          | No participó          | No participó          |
| 2014                  | No participó          | No participó          | No participó          | No participó          | No participó          | No participó          | No participó          |
| 2016                  | No clasificó          | No clasificó          | No clasificó          | No clasificó          | No clasificó          | No clasificó          | No clasificó          |
| Total                 | 0/7                   | 0                     | 0                     | 0                     | 0                     | 0                     | 0                     |

### AFF U-19 Youth Championship
| AFF U-19 Youth Championship | AFF U-19 Youth Championship | AFF U-19 Youth Championship | AFF U-19 Youth Championship | AFF U-19 Youth Championship | AFF U-19 Youth Championship | AFF U-19 Youth Championship | AFF U-19 Youth Championship |
| Año                         | Ronda                       | J                           | G                           | E                           | P                           | GF                          | GC                          |
| --------------------------- | --------------------------- | --------------------------- | --------------------------- | --------------------------- | --------------------------- | --------------------------- | --------------------------- |
| 2005                        | Fase de grupos              | 4                           | 0                           | 1                           | 3                           | 5                           | 15                          |
| 2006                        | No participó                | No participó                | No participó                | No participó                | No participó                | No participó                | No participó                |
| 2007                        | No participó                | No participó                | No participó                | No participó                | No participó                | No participó                | No participó                |
| 2008                        | No participó                | No participó                | No participó                | No participó                | No participó                | No participó                | No participó                |
| 2009                        | Fase de grupos              | 3                           | 0                           | 0                           | 3                           | 2                           | 13                          |
| 2010                        | No participó                | No participó                | No participó                | No participó                | No participó                | No participó                | No participó                |
| 2011                        | No participó                | No participó                | No participó                | No participó                | No participó                | No participó                | No participó                |
| 2012                        | No participó                | No participó                | No participó                | No participó                | No participó                | No participó                | No participó                |
| 2013                        | 3º Lugar                    | 6                           | 4                           | 1                           | 1                           | 13                          | 8                           |
| 2014                        | No participó                | No participó                | No participó                | No participó                | No participó                | No participó                | No participó                |
| 2015                        | Fase de grupos              | 4                           | 0                           | 2                           | 2                           | 3                           | 6                           |
| Total                       | 4/11                        | 17                          | 4                           | 4                           | 9                           | 23                          | 42                          |